# Karim Cissé
Karim Cissé (Conakry, 14 novembre 2004) è un calciatore guineano, attaccante dell'Annecy, in prestito dal Saint-Étienne, e della nazionale guineana.

## Carriera

### Club
Nato in Guinea, si è trasferito in Francia al Lyon-La Duchère da cui poi è passato al settore giovanile del Saint-Étienne.
Il 1º luglio 2023 ha firmato il suo primo contratto professionistico con il club ed il 14 ottobre 2023 ha debuttato in prima squadra nell'incontro di Ligue 2 vinto 1-0 contro il Grenoble.

### Nazionale
Nell'ottobre 2023 ha ricevuto la sua prima convocazione con la nazionale guineana. Il 13 del mese stesso esordisce con la selezione guineana nel successo per 1-0 in amichevole contro la Guinea-Bissau. Successivamente, il 21 novembre seguente, viene impiegato nell'incontro di qualificazione per il campionato mondiale 2026 perso 1-0 contro il Botswana.

## Statistiche

### Presenze e reti nei club
Statistiche aggiornate al 24 novembre 2023.
| Stagione        | Squadra         | Campionato      | Campionato | Campionato | Coppe nazionali | Coppe nazionali | Coppe nazionali | Coppe continentali | Coppe continentali | Coppe continentali | Altre coppe | Altre coppe | Altre coppe | Totale | Totale | Totale |
| Stagione        | Squadra         | Comp            | Pres       | Reti       | Comp            | Pres            | Reti            | Comp               | Pres               | Reti               | Comp        | Pres        | Reti        | Pres   | Reti   |        |
| --------------- | --------------- | --------------- | ---------- | ---------- | --------------- | --------------- | --------------- | ------------------ | ------------------ | ------------------ | ----------- | ----------- | ----------- | ------ | ------ | ------ |
| 2020-2021       | Saint-Étienne 2 | N3              | 1          | 1          |                 | -               | -               |                    | -                  | -                  |             | -           | -           | 1      | 1      |        |
| 2022-2023       | Saint-Étienne 2 | N3              | 7          | 3          |                 | -               | -               |                    | -                  | -                  |             | -           | -           | 7      | 3      |        |
| 2023-2024       | Saint-Étienne 2 | N3              | 5          | 1          |                 | -               | -               |                    | -                  | -                  |             | -           | -           | 5      | 1      |        |
| 2023-2024       | Saint-Étienne   | L2              | 5          | 0          | CF              | 0               | 0               |                    | -                  | -                  |             | -           | -           | 5      | 0      |        |
| Totale carriera | Totale carriera | Totale carriera | 18         | 5          |                 | 0               | 0               |                    | -                  | -                  |             | -           | -           | 18     | 5      |        |

### Cronologia presenze e reti in nazionale
| Cronologia completa delle presenze e delle reti in nazionale ― Guinea | Cronologia completa delle presenze e delle reti in nazionale ― Guinea | Cronologia completa delle presenze e delle reti in nazionale ― Guinea | Cronologia completa delle presenze e delle reti in nazionale ― Guinea | Cronologia completa delle presenze e delle reti in nazionale ― Guinea | Cronologia completa delle presenze e delle reti in nazionale ― Guinea | Cronologia completa delle presenze e delle reti in nazionale ― Guinea | Cronologia completa delle presenze e delle reti in nazionale ― Guinea |
| Data                                                                  | Città                                                                 | In casa                                                               | Risultato                                                             | Ospiti                                                                | Competizione                                                          | Reti                                                                  | Note                                                                  |
| --------------------------------------------------------------------- | --------------------------------------------------------------------- | --------------------------------------------------------------------- | --------------------------------------------------------------------- | --------------------------------------------------------------------- | --------------------------------------------------------------------- | --------------------------------------------------------------------- | --------------------------------------------------------------------- |
| 13-10-2023                                                            | Conakry                                                               | Guinea                                                                | 1 – 0                                                                 | Guinea-Bissau                                                         | Amichevole                                                            | -                                                                     | 46’                                                                   |
| 17-10-2023                                                            | Conakry                                                               | Guinea                                                                | 1 – 1                                                                 | Gabon                                                                 | Amichevole                                                            | -                                                                     | 46’                                                                   |
| 21-11-2023                                                            | Abidjan                                                               | Botswana                                                              | 1 – 0                                                                 | Guinea                                                                | Qual. Mondiali 2026                                                   | -                                                                     | 90+2’                                                                 |
| 23-1-2024                                                             | Yamoussoukro                                                          | Guinea                                                                | 0 – 2                                                                 | Senegal                                                               | Coppa d'Africa 2023 - 1º turno                                        | -                                                                     | 78’                                                                   |
| Totale                                                                |                                                                       | Presenze                                                              | 4                                                                     |                                                                       | Reti                                                                  | 0                                                                     |                                                                       |